# Dumbletoniella xanthorrhoeae
Dumbletoniella xanthorrhoeae là một loài côn trùng cánh nửa trong họ Aleyrodidae, phân họ Aleyrodinae.
Dumbletoniella xanthorrhoeae được Martin miêu tả khoa học đầu tiên năm 1999.